# Festuca longiglumis
Festuca longiglumis är en gräsart som beskrevs av Shen g Lian Lu. Festuca longiglumis ingår i släktet svinglar, och familjen gräs. Inga underarter finns listade i Catalogue of Life.